# Högåsen, Härjedalen
Högåsen är ett naturreservat i Härjedalens kommun i Jämtlands län.
Området är naturskyddat sedan 2001 och är 100 hektar stort. Reservatet omfattar nordvästra sluttningen av Högåsen och består av gammal tallskog. 